# 科氏土耳其爬鰍
科氏土耳其爬鰍（學名：Turcinoemacheilus kosswigi）為輻鰭魚綱鯉形目條鰍科土耳其爬鰍屬的其中一種。分布於亞洲底格里斯河及幼發拉底河流域，本魚體無鱗片，體側中央有一條深色縱帶，背鰭軟條10枚、臀鰭軟條7-8枚、脊椎骨37-39個，體長可達5.3公分，棲息在河川底層水域，生活習性不明。

## 扩展阅读
維基物種上的相關：科氏土耳其爬鰍